# Fumonisin B1
Fumonisin B1 ist ein Mykotoxin, das von verschiedenen Fusarium-Arten gebildet wird, darunter Fusarium verticillioides. Es gehört zur Gruppe der Fumonisine.

## Eigenschaften

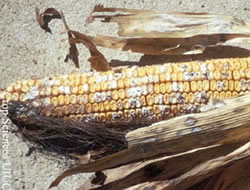
Fusarium auf einem Maiskolben

Fumonisin B1 kommt vor allem in Mais, Weizen und anderen Cerealien vor und ist in der Landwirtschaft ein bedeutendes Fraßgift. Fumonisin B1 ist hepatotoxisch und nephrotoxisch. Chronische Vergiftungen führen zu equiner Leukoenzephalomalazie (ELEM) in Pferden und porcinem pulmonalem Ödemsyndrom in Schweinen. Diese beiden Erkrankungen sind durch Störungen des Sphingolipid-Stoffwechsels und kardiovaskuläre Dysfunktion gekennzeichnet.

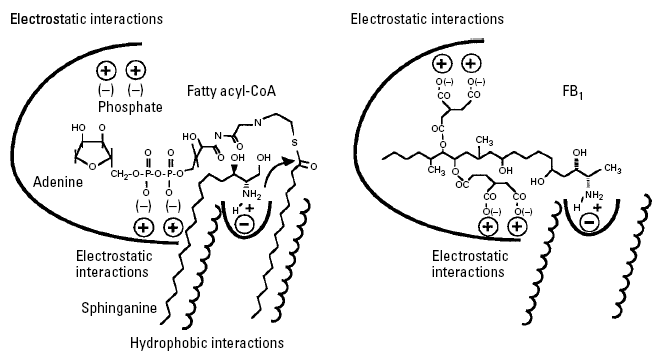
Hemmung der Ceramidsynthase durch FB_{1}

Die Biosynthese von Fumonisin B1 erfolgt über einen Polyketid-Weg. Es besteht aus zwei Teilen, von denen einer (Aminoalkohol) an die Bindungsstelle für Sphinganin oder Sphingosin adsorbiert sowie einer (Tricarballylsäure) an die Bindungsstelle für Acyl-CoA in der Ceramidsynthase anlagert. Dadurch wird die Ceramidsynthase kompetitiv gehemmt. Ein synthetisches Derivat (N-Palmitoyl-AP1) mit einer Palmitoylgruppe anstatt der Tricarballylsäuregruppe hemmt die Ceramidsynthase noch stärker.